# Bungay
Bungay è un paese di 4 895 abitanti della contea del Suffolk, in Inghilterra.